# مت فرانکو
مت فرانکو (متولد می ۱۰، ۱۹۸۸) شعبده باز آمریکایی و برنده فصل ۹ مسابقات آمریکا استعداد دارد می باشد.فرانکو در بین هزاران استعداد در این برنامه اولین نفری بوده است که با استعداد شعبده بازی برنده ۱ میلیون دلار شده است. فرانکو در حال حاضر از اجرا کننده های اصلی در کازینو هتل های لاس وگاس می باشد.